# Foramen palatinum majus

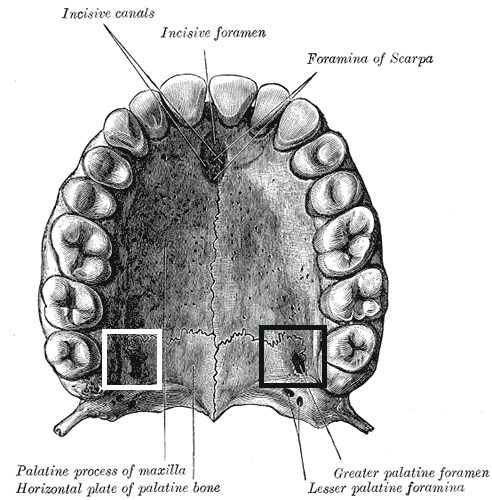
A felső állcsont szájpadi része alulról nézve (a két négyzet jelöli a lyukakat)

A kemény szájpad (palatum durum) mindkét oldalának hátsó részén található a foramen palatinum majus. Ezen a lyukon keresztül halad az arteria palatina descendens és a nervus palatinus major sok ága. Előre és közép irányban ugyanezek az anatómiai képletek futnak.